# جيروم بيرسون
جيروم بيرسون (بالإنجليزية: Jerome Pearson)‏ هو مهندس أمريكي، ولد في 1938.